# شهرستان بنتون (آیووا)
شهرستان بنتون، آیووا (به انگلیسی: Benton County, Iowa) شهرستانی در ایالات متحده آمریکا است که در آیووا واقع شده‌است.